# Allocosa nigripes
Allocosa nigripes är en spindelart som först beskrevs av Guy 1966.  Allocosa nigripes ingår i släktet Allocosa och familjen vargspindlar.
Artens utbredningsområde är Marocko. Inga underarter finns listade i Catalogue of Life.